# Maher Habouria
Maher Habouria, né le 13 septembre 1998, est un coureur cycliste tunisien. Il participe à des compétitions sur route et en VTT.

## Palmarès en VTT

### Jeux africains
- Casablanca 2019
  -  Médaillé de bronze du cross-country

### Championnats arabes
- Mascate 2018
  -  Médaillé d'or du cross-country
- Tunis 2019
  -  Médaillé d'or du cross-country
- Sharjah 2022
  -  Médaillé d'or du cross-country

## Palmarès sur route

### Par année
- 2022
  - 2e du championnat de Tunisie du contre-la-montre
  - 3e du championnat de Tunisie sur route
- 2023
  -  Champion de Tunisie sur route
  - 2e du championnat de Tunisie du contre-la-montre
- 2025
  - 2e du championnat de Tunisie sur route

### Classements mondiaux
| Année           | 2017 | 2018 | 2019 |
| --------------- | ---- | ---- | ---- |
| UCI Africa Tour | 104e | 60e  | 134e |